# Dirac-Operator
Der Dirac-Operator ist ein Differentialoperator, der eine Quadratwurzel aus dem Laplace-Operator ist. Der ursprüngliche Fall, mit dem sich Paul Dirac beschäftigte, war die formale Faktorisierung eines Operators für den Minkowski-Raum, der die Quantentheorie mit der speziellen Relativitätstheorie verträglich macht.

## Definition
Es sei {\displaystyle D\in \operatorname {Diff} ^{1}(V,V)} ein geometrischer Differentialoperator erster Ordnung, der auf ein Vektorbündel {\displaystyle V\to M} über einer riemannschen Mannigfaltigkeit {\displaystyle M} wirkt. Wenn dann
{\displaystyle D^{2}=\Delta \,,}
gilt, wobei {\displaystyle \Delta } ein verallgemeinerter Laplace-Operator auf {\displaystyle V} ist, so heißt {\displaystyle D} Dirac-Operator.

## Geschichte
Ursprünglich hatte Paul Dirac die Wurzel aus dem D’Alembertoperator {\displaystyle \square } betrachtet und damit die relativistische Quantenfeldtheorie eines Elektrons begründen wollen.
Dirac betrachtete für n=3 den Differentialoperator
{\displaystyle \sum _{i=0}^{n}\gamma _{i}{\frac {\partial }{\partial x_{i}}}\,,}
wobei {\displaystyle \gamma _{i}} die Dirac-Matrizen sind. Dieser ist jedoch nach heutigem Verständnis kein Dirac-Operator mehr.
In den 1960ern griffen Michael Francis Atiyah und Isadore M. Singer diesen von Dirac definierten Differentialoperator auf und entwickelten daraus den hier im Artikel hauptsächlich beschriebenen (verallgemeinerten) Dirac-Operator. Der Name Dirac-Operator wurde von Atiyah und Singer geprägt. Der Operator beeinflusste die Mathematik und die mathematische Physik des 20. Jahrhunderts stark.

## Der Dirac-Operator eines Dirac-Bündels
Es sei {\displaystyle (M,g)} eine riemannsche Mannigfaltigkeit und {\displaystyle ({\mathcal {E}},h,\nabla ^{\mathcal {E}})} ein Dirac-Bündel, bestehend aus einem Clifford-Modul-Bündel {\displaystyle {\mathcal {E}}\to M} einer hermiteschen Metrik {\displaystyle h} auf {\displaystyle {\mathcal {E}}} und einem Clifford-Zusammenhang {\displaystyle \nabla ^{\mathcal {E}}} auf {\displaystyle {\mathcal {E}}}. Dann ist der Operator
{\displaystyle D\colon \Gamma (M,{\mathcal {E}}){\xrightarrow {\nabla ^{\mathcal {E}}}}\Gamma (M,T^{*}M\otimes {\mathcal {E}}){\xrightarrow {c}}\Gamma (M,{\mathcal {E}})}
der zum Dirac-Bündel {\displaystyle (E,h,\nabla ^{\mathcal {E}})} assoziierte Dirac-Operator. In lokalen Koordinaten hat er die Darstellung
{\displaystyle D=\sum _{i=1}^{n}c(\mathrm {d} x^{i})\nabla _{\partial _{i}}^{\mathcal {E}}\,.}

## Beispiele

### Elementares Beispiel
Der Operator {\displaystyle -i\partial _{x}} ist ein Dirac-Operator über dem Tangentialbündel von {\displaystyle \mathbb {R} }.

### Spin-Dirac-Operator
Betrachtet werde der Konfigurationsraum eines Teilchens mit Spin 1/2, das auf die Ebene {\displaystyle \mathbb {R} ^{2}} beschränkt ist, welche die Basis-Mannigfaltigkeit bildet.  Der Zustand wird durch eine Wellenfunktion ψG  mit zwei komplexen Komponenten beschrieben, für die also jeweils {\displaystyle \mathbb {R} ^{2}\to \mathbb {C} \,} gelten soll, wobei Gesamtzustände, die sich nur um einen komplexen Faktor unterscheiden, identifiziert werden. Der Gesamtzustand ist also:
{\displaystyle \psi _{G}={\begin{bmatrix}\chi _{\uparrow }(x,y)\\\eta _{\downarrow }(x,y)\end{bmatrix}}\,.}
Dabei sind {\displaystyle x} und {\displaystyle y} die üblichen kartesischen Koordinaten auf {\displaystyle \mathbb {R} ^{2}}: {\displaystyle \chi _{\uparrow }} definiert die Wahrscheinlichkeitsamplitude für die aufwärts gerichteten Spin-Komponente (Spin-Up), und analog  {\displaystyle \eta _{\downarrow }} für die Spin-Down-Komponente. Der sogenannte Spin-Dirac-Operator kann dann geschrieben werden als
{\displaystyle D=-i\sigma _{x}\partial _{x}-i\sigma _{y}\partial _{y},}
wobei σx und σy die Pauli-Matrizen sind. Man beachte, dass die antikommutativen Beziehungen der Pauli-Matrizen einen Beweis der obigen Definition trivial machen. Diese Beziehungen definieren den Begriff der Clifford-Algebra#Beispiele am Beispiel der Quaternionen-Algebra. Lösungen der Dirac-Gleichung für Spinor-Felder werden oft harmonische Spinoren genannt.

### Hodge-De-Rham-Operator
Sei {\displaystyle (M,g)} eine orientierbare riemannsche Mannigfaltigkeit und sei {\displaystyle \mathrm {d} \colon {\mathcal {A}}(M)^{\bullet -1}\to {\mathcal {A}}^{\bullet }(M)} die äußere Ableitung und {\displaystyle \mathrm {d} ^{t}\colon {\mathcal {A}}^{\bullet }(M)\to {\mathcal {A}}^{\bullet -1}(M)} der zur äußeren Ableitung bezüglich der L²-Metrik adjungierte Operator. Dann ist
{\displaystyle \mathrm {d} +\mathrm {d} ^{t}\colon {\mathcal {A}}^{\bullet }(M)\to {\mathcal {A}}^{\bullet }(M)}
ein Dirac-Operator.

### Atiyah-Singer-Dirac-Operator
Es gibt auch einen Dirac-Operator in der Clifford-Analysis. Im n-dimensionalen euklidischen Raum, d. h. für {\displaystyle \mathbb {R} ^{n}\to \mathbb {R} ^{n}\,,} ist das
    {\displaystyle D=\sum _{j=1}^{n}e_{j}{\frac {\partial }{\partial x_{j}}}}
wobei
    {\displaystyle \{e_{j}:j=1,\ldots ,n\}}
eine Orthonormal-Basis des euklidischen Raumes ist und {\displaystyle \mathbb {R} ^{n}}  in eine Clifford-Algebra eingebettet ist. Dies ist ein Spezialfall des Atiyah-Singer-Dirac-Operators, der auf den Schnitten eines Spinor-Bündels wirkt.
Für eine Spin-Mannigfaltigkeit {\displaystyle M}, ist der Atiyah-Singer-Dirac-Operator lokal folgendermaßen definiert:
Für {\displaystyle x\in M} und {\displaystyle e_{1}(x),\ldots ,e_{j}(x)} eine lokale Orthonormalbasis für den Tangentenraum von {\displaystyle M} in {\displaystyle x} ist der Atiyah-Singer-Dirac-Operator
    {\displaystyle \sum _{j=1}^{n}e_{j}(x){\tilde {\Gamma }}_{e_{j}(x)}},
wobei {\displaystyle {\tilde {\Gamma }}} ein Paralleltransport des Levi-Civita-Zusammenhangs auf {\displaystyle M} für das Spinor-Bündel über {\displaystyle M} ist.

## Eigenschaften
Das Hauptsymbol eines verallgemeinerten Laplace-Operators ist {\displaystyle \xi \mapsto \|\xi \|^{2}}. Entsprechend ist das Hauptsymbol eines Dirac-Operators {\displaystyle \xi \mapsto \|\xi \|} und somit sind beide Klassen von Differentialoperatoren elliptisch.

## Verallgemeinerungen
Der Operator
{\displaystyle D\colon C^{\infty }(\mathbb {R} ^{k}\otimes \mathbb {R} ^{n},S)\to C^{\infty }(\mathbb {R} ^{k}\otimes \mathbb {R} ^{n},\mathbb {C} ^{k}\otimes S)}, der
auf die nachfolgend definierten spinorwertige Funktionen wirkt,
{\displaystyle f(x_{1},\ldots ,x_{k})\mapsto {\begin{pmatrix}\partial _{\underline {x_{1}}}f\\\partial _{\underline {x_{2}}}f\\\ldots \\\partial _{\underline {x_{k}}}f\\\end{pmatrix}}}
wird in der Clifford-Analysis oft als Dirac-Operator in k Clifford-Variablen genannt. In dieser Notation ist S der Raum von Spinoren,
{\displaystyle x_{i}=(x_{i1},x_{i2},\ldots ,x_{in})} sind n-dimensionale Variablen und {\displaystyle \textstyle \partial _{\underline {x_{i}}}=\sum _{j}e_{j}\cdot \partial _{x_{ij}}}
ist der Dirac-Operator in der {\displaystyle i}-ten Variablen. Dies ist eine gebräuchliche Verallgemeinerung des Dirac-Operators (k=1) und der
Dolbeault-Kohomologie (n=2, k beliebig). Er ist ein Differentialoperator, der invariant zu der Operation der Gruppe
{\displaystyle \operatorname {SL} (k)\times \operatorname {Spin} (n)} ist. Die Injektive Auflösung von D ist nur für einige Spezialfälle bekannt.